# Flora (Rebsorte)
Flora ist der Name von zwei unverwandten Rebsorten aus den Vereinigten Staaten, einer Weiß- und einer Rotweinsorte. Bei dieser Rebsorte handelt sich um eine Neuzüchtung zwischen Sémillon und Gewürztraminer. Die Kreuzung erfolgte im Jahre 1938 durch Harold Olmo an der University of California in Davis. Die Markteinführung der Rebsorte erfolgte 1958. Im kühlen Weinbauklima ähneln die Weine denen eines Gewürztraminers; im warmen Klima denen des Sémillon.
Heute sind nur kleine Bestände in Kalifornien mit der Sorte Flora bestockt. Daneben sind Bestände in Neuseeland, Südafrika und Brasilien bekannt. Der Grundwein wird häufig zu Schaumwein verarbeitet.
Siehe die Artikel Weinbau in Neuseeland, Weinbau in Südafrika, Weinbau in Brasilien und Weinbau in den Vereinigten Staaten sowie die Liste von Rebsorten.
Abstammung: Sémillon × Gewürztraminer.

## Synonyme
Flora ist auch unter dem Namen Flora Rose sowie unter der Zuchtnummer California H 59-90 oder Davis H 59-90 bekannt.
Außerdem gibt es noch eine rote Hybridrebe gleichen Namens, die A. M. Spangler im Jahr 1850 aus einem Sämling der Sorten Vitis vinifera und Vitis labrusca erhielt.

## Ampelographische Sortenmerkmale
In der Ampelographie wird der Habitus folgendermaßen beschrieben:
- Die Triebspitze ist offen. Sie ist weißwollig behaart. Die Jungblätter sind leicht spinnwebig behaart.
- Die großen Blätter sind ganz oder dreilappig und kaum gebuchtet. Die Stielbucht ist V-förmig offen. Das Blatt ist stumpf gezahnt. Die Zähne sind im Vergleich zu anderen Sorten groß.
- Die konusförmige Traube ist klein bis mittelgroß, geschultert und dichtbeerig. Die rundlichen Beeren sind klein bis mittelgroß und von roter bis braunroter Farbe.

Die wuchskräftige Rebsorte gilt als krankheitsempfindlich und wird insbesondere im Napa Valley (siehe Napa Valley AVA) gerne von der Krankheit Pierce Disease befallen. 